# Abohar
Abohar (pendżabski ਅਬੋਹਰ) – miasto w Indiach położone w stanie Pendżab. Według spisu ludności w 2001 r. Abohar liczyło 124 303 mieszkańców, 53% mieszkańców stanowią mężczyźni a 47% kobiety. 13% ludności to osoby poniżej 6 lat. Abohar jest również bardzo znany z produkcji bawełny i jest jednym z największych ośrodków produkcji bawełny w północnych Indiach.